# Anagnoryzm
Anagnoryzm (gr. anagnōrismós) – motyw występujący w literaturze i dramacie antycznym polegający na nagłym rozpoznaniu przez bohatera kogoś bliskiego w nieznanej osobie, ujawnienia pokrewieństwa między działającymi osobami Najczęściej jest to rozwiązanie konfliktu i rozwikłanie intrygi poprzez ujawnienie pokrewieństwa pomiędzy danymi osobami. Przykładem może być rozpoznanie Orestesa przez Elektrę w sztuce Ajschylosa Ofiarnice w trylogii Orestea lub rozpoznanie przez Telemacha swego ojca Odyseusza w Odysei lub w Skąpcu zidentyfikowanie przez Anzelma w Mariannie i Walerym własnych dzieci. W późniejszym okresie motyw ten stał się popularny w sztuce filmowej.